# ناحیه نبی
ناحیه نبی (به لاتین: Nebbi District) یک منطقهٔ مسکونی در اوگاندا است که در استان شمالی، اوگاندا واقع شده‌است. ناحیه نبی ۱٬۹۵۳٫۲ کیلومتر مربع مساحت و ۳۴۶٬۲۰۰ نفر جمعیت دارد.